# کارلا دل پوجو
کارلا دل پوجو (ایتالیایی: Carla Del Poggio؛ ‏ ۲ دسامبر ۱۹۲۵ – ۱۴ اکتبر ۲۰۱۰) هنرپیشه اهل ایتالیا بود. وی بین سال‌های ۱۹۴۰ تا ۱۹۶۶ میلادی فعالیت می‌کرد.
از فیلم‌هایی که وی در آن نقش داشته است، می‌توان به روشنایی‌های واریته، آسیاب رودخانه پو، مسیر نفرت و راهزن اشاره کرد.